# كنيسة الروم الملكيين (بيت لحم)

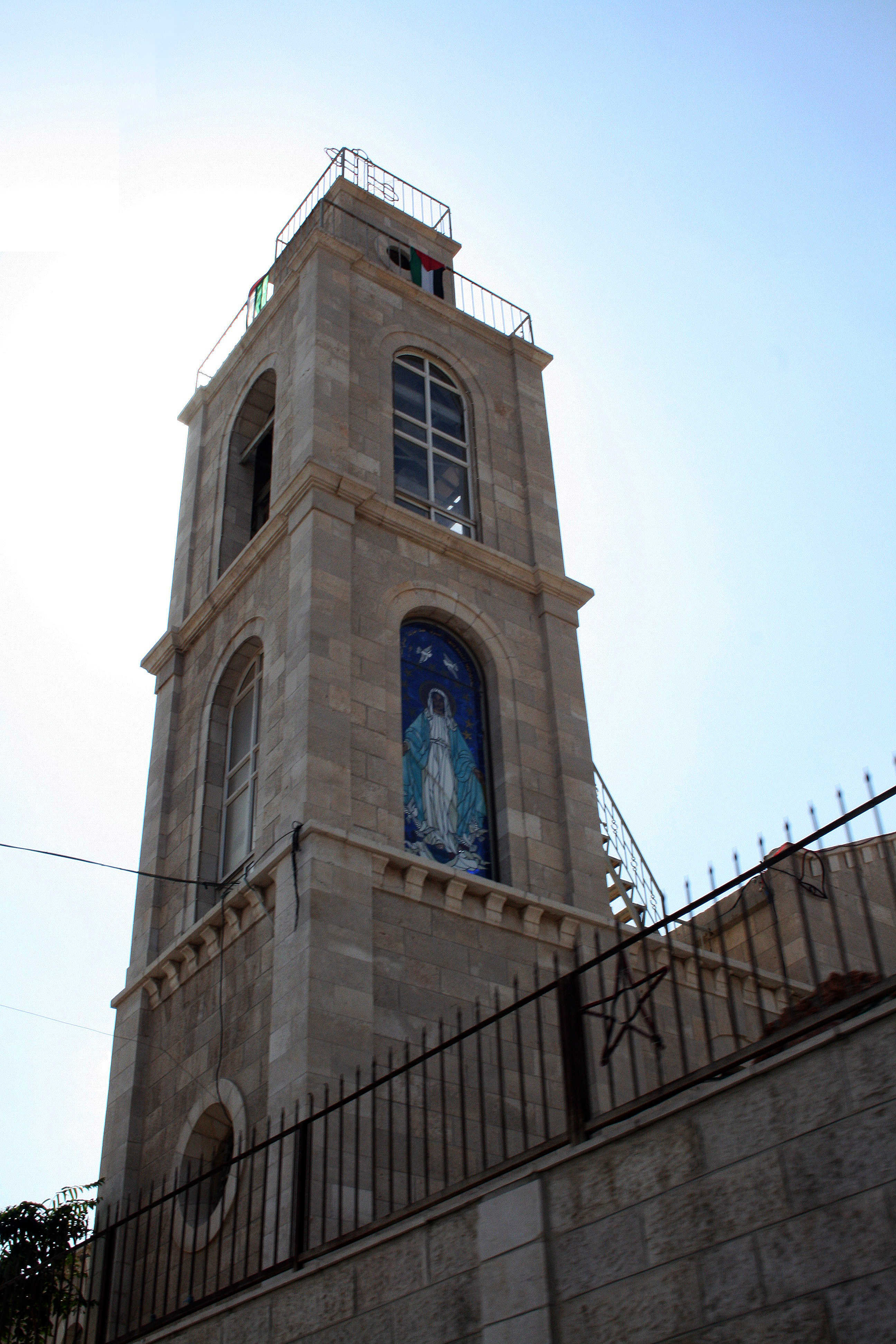
كنيسة الروم الملكيين.

كنيسة الروم الملكيين أحد كنائس مدينة بيت لحم، فلسطين. دُشنت في سنة 1964 ويبلغ عدد أتباعها اليوم حوالي 500 نسمة.